# 山田貴博
山田 貴博（やまだ たかひろ、1964年 - ） は、日本の計算科学者。横浜国立大学理工学部教授。元日本計算工学会会長。

## 人物・経歴
1986年東京工業大学（のちの東京科学大学）工学部建築学科卒業。1988年同大学大学院理工学研究科建築学専攻博士前期課程修了、工学修士。1991年東京大学大学院総合文化研究科広域科学専攻博士課程修了、学術博士、九州工業大学情報工学部機械システム工学科助手。1992年東京工業大学工業材料研究所助手。1993年スタンフォード大学機械工学科客員研究員。1996年東京工業大学応用セラミックス研究所助手。
1997年東京理科大学工学部建築学科助教授。2001年横浜国立大学大学院環境情報研究院人工環境と情報部門助教授、横浜国立大学大学院環境情報学府環境システム学専攻助教授。
2006年横浜国立大学大学院環境情報研究院人工環境と情報部門教授、横浜国立大学大学院環境情報学府環境システム学専攻教授。2011年横浜国立大学理工学部機械工学・材料系学科教授併任。2016年日本計算工学会副会長。2017年横浜国立大学理工学部機械・材料・海洋系学科教授併任。2018年日本計算工学会会長。2020年日本計算工学会監事。2021年横浜国立大学大学院環境情報研究院人工環境と情報部門長、横浜国立大学教育研究評議会委員。

## 受賞
- 日本計算工学会論文賞 2006年[1]
- 土木学会応用力学論文賞 2006年[1]
- 日本計算工学会計算工学講演会ベストペーパーアワード 2010年[1]
- 日本計算工学会川井メダル 2011年[1]
- 日本機械学会計算力学部門業績賞 2016年[1]

## 著書
- 『構造物の崩壊解析 －基礎編－』日本建築学会 1997年
- 『構造形態の解析と創生』日本建築学会 1998年
- 『構造物の崩壊解析 －応用編－』日本建築学会 1999年
- 『動的外乱に対する設計 －現状と展望－』日本建築学会 1999年
- 『構造工学ハンドブック』丸善 2004年
- 『建築物の耐風設計のための流体計算ガイドブック』（共著）日本建築学会 2005年
- 『高性能有限要素法 計算力学レクチャーシリーズ; 9』丸善 2007年
- 『有限要素法』（共著）丸善 2008年
- 『いまさら聞けない計算力学の常識』（共著）丸善 2008年
- 『いまさら聞けない計算力学の定石』（共著）丸善 2020年
- 『建築構造における連成・接触問題の考え方と扱い方』（共著）日本建築学会 2020年

## 監訳書
- 『有限要素法』丸善 2008年